# Кваліфікована більшість
Кваліфікована більшість, надбільшість, супербільшість, або спеціальна більшість — це вимога, щоб пропозиція отримала визначений рівень підтримки, який перевищує поріг у більше ніж половину, який використовується для простої більшості. Правила супербільшості в демократії можуть допомогти запобігти розмиванню більшістю основних прав меншості, але вони також можуть перешкоджати зусиллям реагувати на проблеми та заохочувати корупційні компроміси під час вжиття заходів. Зміни до конституцій, особливо тих, що містять закріплені положення, зазвичай вимагають підтримки супербільшості в законодавчому органі. Парламентська процедура вимагає, щоб будь-яка дія дорадчої асамблеї, яка може змінити права меншості, мала вимогу надбільшості, наприклад двох третин голосів.
Пов'язані концепції щодо альтернатив вимогам щодо більшості голосів включають більшість від усього членства та більшість від фіксованого членства. Супербільшість також може бути визначена на основі всього членства або фіксованого членства, а не тих, хто присутні та голосує.

## Історія
Перше відоме використання правила супербільшості було в 100-х роках до нашої ери в Стародавньому Римі.  
Папа Олександр III запровадив використання правила супербільшості для папських виборів на Третьому Латеранському соборі в 1179 році.
У Демократичній партії Сполучених Штатів на першому з'їзді партії з висунення кандидатів у президенти в 1832 році було прийнято правило, згідно з яким для визначення кандидата в президенти потрібно було голосувати двома третинами делегатів національного з'їзду Демократичної партії. Правило двох третин дало південним демократам фактичне право вето на будь-якого кандидата в президенти після громадянської війни, яке тривало до скасування правила в 1936 році.

## Загальні супербільшості
Загальною основою голосування є більшість голосів або більше половини поданих голосів. Замість основи більшості можна вказати надбільшість за допомогою будь-якої частки або відсотка, що перевищує половину. Це також можна назвати кваліфікованою більшістю. Загальні супербільшості включають три п'ятих (60%), дві третини (66,66...%) і три чверті (75%).

### Дві третини, або 66,66... відсотка
Дві третини голосів, якщо немає кваліфікації, означають дві третини або більше поданих голосів. Ця база голосування еквівалентна кількості голосів «за», яка принаймні вдвічі перевищує кількість голосів «проти». Утримання та відсутність не враховуються при підрахунку двох третин голосів.

### Три п'ятих, або 60 відсотків
Інший тип супербільшості — три п'ятих (60 відсотків). Ця вимога також може бути кваліфікована для включення всього членства або включення присутніх.
У Польщі Сейм (нижня палата двопалатного парламенту Польщі) вимагає більшості у три п’ятих депутатів, щоб скасувати вето президента Польщі.

### 55 відсотків
На референдумі про незалежність Чорногорії, який відбувся в 2006 році, представник Європейського Союзу Мирослав Лайчак запропонував незалежність, якщо за це буде подано 55% супербільшості голосів при мінімальній явці 50%. Така процедура, зрештою прийнята урядом Чорногорії, була дещо розкритикована як така, що переважає традиційну практику вимоги супербільшості у дві третини голосів, як це практикувалося в усіх країнах колишньої Югославії раніше (включаючи попередній референдум у Чорногорії).

## Використання в парламентській процедурі
Парламентська процедура вимагає, щоб будь-які дії, які можуть змінити права меншості, мали вимогу надбільшості. Правила розпорядку Роберта стверджують: 
Як компроміс між правами особи та правами зібрання було встановлено принцип, згідно з яким дві третини голосів необхідні для ухвалення будь-якої пропозиції, яка: (a) призупиняє або змінює правило порядку, ухвалене раніше; (b) перешкоджає внесенню питання для розгляду; (c) закриває, обмежує або розширює межі дебатів; (d) закриває висунення чи голосування, або іншим чином обмежує свободу висунення чи голосування; або (e) позбавляє членства.

## Використання в урядах по всьому світу

### Австралія
Щоб ухвалити поправку до Конституції Австралії, потрібен референдум, який має отримати «подвійну більшість»: більшість тих, хто голосує по всій країні, а також окрему більшість у більшості штатів (тобто 4 із 6 штатів). Крім того, за обставин, коли референдум торкається певного штату, більшість виборців у цьому штаті також має погодитися на зміни — це називається «потрійною більшістю». 

### Бангладеш
Стаття 142 Конституції Бангладеш передбачає, що законопроект у Національній асамблеї Бангладеш має чітко вказувати у своїй короткій назві його метою є внесення змін до положення конституції. Щоб поправки до Конституції набули чинності, потрібна більшість у дві третини в однопалатному Джатія Сангсад.

### Канада
У Канаді більшість поправок до конституції можуть бути прийняті лише в тому випадку, якщо ідентичні резолюції ухвалені Палатою громад, Сенатом і двома або більше провінційними законодавчими зборами, які представляють щонайменше 50 відсотків населення країни.

### Данія
У статті 20 Конституції Данії зазначено, що якщо уряд або парламент хоче поступитися частиною національного суверенітету міжнародному органу, такому як Європейський Союз або Організація Об’єднаних Націй, він повинен отримати більшість у п’ять шостих у Фолькетингу (150 з 179 місць). Якщо буде лише проста більшість, має бути проведений референдум з цього питання.

### Європейський Союз

#### Рада
Рада Європейського Союзу використовує «голосування кваліфікованою більшістю» для більшості питань, які виносяться на розгляд установи. Однак у питаннях надзвичайної важливості для окремих держав-членів застосовується одностайне голосування. Прикладом цього є стаття 7 Договору про Європейський Союз, відповідно до якої права держави-члена можуть бути призупинені за одностайної згоди всіх інших держав-членів.
Після приєднання Хорватії 1 У липні 2013 року для ухвалення законодавства кваліфікованою більшістю було необхідно щонайменше 260 із 352 голосів від принаймні 15 держав-членів. З 1 Липень 2013 року, умова пропуску перекладена на:
1. Принаймні 15 (або 18, якщо пропозиція не була зроблена комісією) країн,
2. Принаймні 260 із 352 ваг голосування,
3. Принаймні 313,6 мільйонів людей, представлених державами, які голосують за.

#### Парламент
Вимоги щодо досягнення абсолютної більшості є загальною рисою голосування в Європейському парламенті (ЄП), де відповідно до звичайної законодавчої процедури від ЄП вимагається діяти абсолютною більшістю, якщо він має змінити чи відхилити запропонований закон.

### Фінляндія
Відповідно до закону Фінляндії, якщо нова законодавча пропозиція якимось чином додає, змінює або вилучає частину конституції Фінляндії, законопроект вимагає більшості 2/3 у парламенті Фінляндії. Іншими словами, законодавча пропозиція, яка б змінила, додала або вилучила частину Конституції Фінляндії, вимагає схвалення щонайменше 134 із 200 представників у парламенті Фінляндії.

### Індія
Стаття 368 Конституції Індії вимагає, щоб для внесення поправок до конституції була переважна більшість у дві третини членів, присутніх і голосуючих у кожній палаті парламенту Індії, за умови принаймні більшості від загального складу кожної палати парламенту. Крім того, у питаннях, що стосуються штатів і судової системи, принаймні більше половини всіх штатів повинні ратифікувати поправку.

### Італія
Президента Італії обирає колегія виборців, що складається з обох палат парламенту, які засідають на спільній сесії з 58 виборцями з 20 регіонів країни. У перших трьох турах голосування для перемоги кандидат повинен набрати дві третини голосів, але з четвертого туру потрібна лише абсолютна більшість. Реформи до Конституції повинні отримати надзвичайну більшість у дві третини голосів як у Палаті, так і в Сенаті, щоб уникнути можливості відправлення на всенародне голосування з метою підтвердження на референдумі.

### Японія
Для внесення змін до конституції потрібна більшість у дві третини в обох палатах Національного парламенту та проста більшість на референдумі.

### Нова Зеландія
Розділ 268 Закону про вибори містить низку «зарезервованих положень». Ці положення включають розділ 17(1) Конституційного акту 1986 року (щодо тривалості повноважень парламенту), розділ 35 Закону про вибори (щодо визначення кордонів виборчих дільниць) і розділ 74 Закону про вибори (щодо визначення 18 як мінімум вік голосування). Щоб «застережене положення» було змінено або скасовано, потрібна більшість у три чверті в Палаті представників або більшість на національному референдумі.

### Нігерія
Згідно з Конституцією Нігерії, для внесення змін до Конституції, прийняття законодавства в деяких сферах або усунення посадових осіб з деяких посад, наприклад спікера, у Національних зборах потрібна більшість у дві третини голосів. Законодавче скасування або імпічмент виконавчої влади на рівні штату чи федерального уряду також вимагає більшості у дві третини голосів відповідних законодавчих зборів.

### Філіппіни
Згідно з Конституцією Філіппін 1987 року, для оголошення війни потрібна більшість у дві третини обох палат Конгресу Філіппін (Палати представників і Сенату), які збираються на спільній сесії. Для подолання президентського вето потрібна більшість у дві третини обох палат. Дві третини голосів обох палат Конгресу, які голосують окремо, необхідні для призначення віце-президента виконуючим обов’язки президента у випадку, якщо більшість Кабінету засвідчить, що президент «нездатний виконувати повноваження та обов’язки своєї посади», але президент заявляє, що такої нездатності не існує. Дві третини голосів будь-якої палати необхідні для призупинення або виключення члена цієї палати.

### Сінгапур
До різних частин Конституції застосовуються різні процедури внесення змін. Більшість статей Конституції можуть бути змінені законопроектом, ухваленим парламентом, якщо за нього проголосує принаймні дві третини всіх обраних депутатів під час другого та третього читань у парламенті. Це на відміну від звичайних законопроектів, які мають бути схвалені принаймні простою більшістю всіх присутніх і голосуючих депутатів.

### Південна Корея
Більшість у три п’ятих голосів законодавців необхідна для того, щоб законопроект був винесений на голосування в Національних зборах, щоб запобігти ухваленню правлячою партією законів без підтримки опозиційних партій. Проте, якщо законопроект не набирає необхідної більшості у три п’ятих на одній сесії, не будучи також відхиленим, він має бути проголосований на наступній сесії, навіть якщо на це погоджуються менше трьох п’ятих законодавців.

### Іспанія
Конституція 1978 року стверджує, що для ухвалення конституційної реформи потрібна більшість у три п’ятих як Конгресу депутатів, так і Сенату Іспанії, але якщо в Конгресі депутатів досягнуто більшості у дві третини, достатньо абсолютної більшості сенаторів, щоб прийняти конституційну реформу передати пропозицію.

### Тайвань
До додаткових статей Конституції Китайської Республіки 2005 року поправки до конституції повинні бути прийняті Національними зборами. Оскільки додаткові статті були ратифіковані 7 червня 2005 року, Національні збори було скасовано. Поправки до конституції повинні бути запропоновані більш ніж однією чвертю членів Законодавчого юаня, схвалені трьома чвертями присутніх на зборах, присутність яких повинна перевищувати три чверті всіх членів Законодавчого юаня, тоді з подальшим схваленням більш ніж половиною (50%) усіх виборців, які мають право голосу на референдумах.

### Туреччина
У Туреччині поправки до конституції потребують більшості у три п’ятих (360 голосів) для винесення на референдум і більшості у дві третини (400 голосів) для безпосередньої ратифікації.

### Україна

#### Конституційні поправки
Відповідно до статті 155 Конституції України зміни до Конституції, крім розділу I — «Загальні засади», розділу III — «Вибори. Референдум», а розділ XIII — «Внесення змін до Конституції України», мають бути попередньо схвалені простою більшістю від конституційного складу Верховної Ради України, а потім прийняті більшістю у дві третини від конституційного складу Верховної Ради України. Верховної Ради України на наступній черговій сесії Верховної Ради України.
Відповідно до статті 156 Конституції України внесено зміни до розділу I — «Загальні засади», розділу III — «Вибори. Референдум», а розділ XIII — «Внесення змін до Конституції України» для набрання чинності мають бути прийняті більшістю у дві третини від конституційного складу Верховної Ради України, а потім схвалені виборцями на референдумі.

### Об'єднане Королівство
До його скасування Закон про парламенти з фіксованим терміном 2011 року передбачав, що Палата громад Сполученого Королівства може бути розпущена, а вибори можуть бути проведені до закінчення її 5-річного терміну двома третинами голосів членів Палати. Commons. Положення Закону про голосування про достроковий розпуск було єдиною супербільшістю, необхідною в британській Конституції. Закон також передбачав, що парламент може бути розпущений, якщо Палата громад висловить вотум недовіри уряду, і жоден новий уряд не отримає вотуму недовіри протягом двох тижнів після первинного вотуму недовіри.
Положення супербільшості у дві третини для дострокового розпуску та виборів було задіяно лише один раз, що призвело до загальних виборів у Сполученому Королівстві 2017 року. Попередні вибори в 2015 році відбулися через природне закінчення 5-річного терміну повноважень Палати громад.
Зрештою, Закон про парламент з фіксованим терміном було скасовано Законом про розпуск і скликання парламенту 2022 року, таким чином скасувавши будь-яку вимогу супербільшості та відновивши попередні прерогативи королівської влади розпускати Палату громад у будь-який час протягом її 5-річного терміну повноважень.

### Об'єднані Нації
Для Ради Безпеки Організації Об’єднаних Націй потрібна переважна більшість фіксованого членства з питань істоти (процедурні питання вимагають простої більшості присутніх і голосуючих). Згідно зі статтею 27 Статуту Організації Об’єднаних Націй, принаймні дев’ять із 15 членів Ради Безпеки (тобто три п’ятих супербільшості) повинні проголосувати за проект резолюції, щоб досягти ухвалення. Вказівка фіксованого членства призводить до того, що утримання зараховується як голоси проти — відсутність не є нормальною, але розглядатиметься так само.

### Сполучені Штати

#### Федеральний уряд
Конституція Сполучених Штатів вимагає надзвичайної більшості для здійснення певних важливих дій.
Поправки до Конституції можуть бути запропоновані одним із двох способів: більшістю у дві третини голосів кожної палати Конгресу Сполучених Штатів або з’їздом, скликаним Конгресом за заявою двох третин (наразі 34) штатів. Після внесення поправка повинна бути ратифікована трьома чвертями (наразі 38) штатів (або через законодавчі органи штату, або через ратифікаційні конвенції, залежно від того, який «спосіб ратифікації» вибере Конгрес).
Конгрес може приймати законопроекти простою більшістю голосів. Якщо президент накладає вето на законопроект, Конгрес може подолати вето більшістю в дві третини обох палат.
Договір має бути ратифікований більшістю у дві третини Сенату, щоб він набрав чинності.
Розділ 4 Двадцять п’ятої поправки до Конституції Сполучених Штатів надає Конгресу певну роль у разі недієздатності президента. Якщо віце-президент і більшість президентського кабінету оголошують, що президент не може виконувати цю роль, віце-президент стає виконуючим обов’язки президента. Протягом 21 дня після такої заяви (або, якщо в Конгресі перерви, коли президент недієздатний, через 21 день після повторного зібрання Конгресу), Конгрес має більшістю у дві третини голосів проголосувати за продовження декларації про інвалідність; в іншому випадку така декларація закінчується через 21 день, і в цей час президент «відновить» виконання всіх повноважень і обов’язків на посаді. Станом на 2021 рік Розділ 4 ніколи не використовувався.

#### Державний уряд
Для законодавчих органів штату в Сполучених Штатах у Посібнику Мейсона сказано: «Дорадчий орган не може за своїм власним актом чи правилом вимагати двох третин голосів для вжиття будь-яких дій, якщо конституція або контрольний орган вимагає лише більшості голосів. Вимагати, наприклад, дві третини голосів, щоб вжити будь-які дії, означало б надати будь-якій кількості більше, ніж одній третині членів повноваження відхилити дію, і означало делегування повноважень органу меншості."  У деяких штатах для ухвалення конституційної поправки чи законодавчої ініціативи потрібна супербільшість.

## Міжнародні договори
Римський статут вимагає, щоб зміни були внесені більшістю в сім восьмих голосів держав-учасниць.